# Jerzy Browkin
Jerzy Browkin (ur. 5 listopada 1934 w Maciejowie (Wołyń), zm. 23 listopada 2015 w Warszawie) – polski matematyk zajmujący się algebraiczną teorią liczb. W 1994, wspólnie z Juliuszem Brzezińskim, sformułował n-hipotezę, tj. uogólnienie hipotezy abc na liczby całkowite n ≥ 3.

## Życiorys
Syn Jana Browkina, inżyniera, i Niny z domu Łuchtan, absolwentki studiów matematycznych. Ukończył VI Liceum Ogólnokształcące im. Tadeusza Reytana w Warszawie (1952), w którym był uczniem matematyka Jana Kozickiego, jednego z twórców polskich Olimpiad Matematycznych. W latach 1952–1956 studiował matematykę na Uniwersytecie Warszawskim, a następnie na Moskiewskim Uniwersytecie Państwowym im. M.W. Łomonosowa pod kierunkiem Igora Szafariewicza. Doktoryzował się w 1963 roku pod kierunkiem Wacława Sierpińskiego na podstawie rozprawy Konstrukcja wieży ciał klas, a w 1969 roku uzyskał habilitację na podstawie pracy Zera form.
W latach 1955–2007 pracował na Uniwersytecie Warszawskim, gdzie w latach 1987–1990 pełnił funkcję dziekana Wydziału Matematyki, Informatyki i Mechaniki. Od 2007 do końca września 2015 pracował w Zakładzie Teorii Liczb Instytutu Matematycznego PAN w Warszawie. Od 10 lipca 1987 profesor nauk matematycznych. W latach 1975–1991 sekretarz redakcji „Acta Arithmetica". Laureat 3. Olimpiady Matematycznej (1952), wieloletni autor zbiorów zadań olimpijskich i przewodniczący Komitetu Okręgowego Olimpiady Matematycznej w Warszawie. Wypromował siedmiu doktorów, trzech z Polski, czterech z zagranicy.

## Publikacje książkowe
- Wybrane zagadnienia algebry, Warszawa 1970
- Teoria ciał, Warszawa 1977
- Teoria reprezentacji grup skończonych, Warszawa 2010